# Krone Đan Mạch

Krone Đan Mạch

Krone Đan Mạch (ký hiệu: kr; mã  ISO 4217: DKK) là đơn vị tiền tệ của Đan Mạch bao gồm cả các lãnh thổ tự trị Greenland và Quần đảo Faroe. Đồng Krone Đan Mạch gắn liền với đồng Euro thông qua cơ chế giao hoán của Liên minh châu Âu. Một krone được chia thành 100 øre (tương đương xu).

## Lịch sử

Krone Đan Mạch

Cho tới cuối thế kỷ 18, đồng Krone được định giá trị bằng 8 đồng Rigsdaler Đan Mạch. Đồng Krone mới được đưa ra lưu hành vào năm 1873, thay cho đồng Rigsdaler Đan Mạch với tỷ giá 2 kroner = 1 rigsdaler. Đồng Krone Đan Mạch được lưu hành là kết quả của Liên minh tiền tệ Scandinavia, gồm các nước Đan Mạch, Thụy Điển và 2 năm sau thêm Na Uy gia nhập. Tổ chức này tồn tại tới Thế chiến thứ nhất. Đồng krone Đan Mạch dựa trên bản vị vàng với tỷ lệ 2.480 kroner = 1 kilogram vàng nguyên chất.
Sau khi Liên minh tiền tệ Scandinavia giải thể vào năm 1914 thì Đan Mạch, Thụy Điển và Na Uy đều quyết định thay đổi tên tiền riêng của mình.
Đan Mạch quay trở lại bản vị vàng năm 1924, nhưng tới năm 1931 thì từ bỏ vĩnh viễn. Từ năm1940 tới 1945, đồng krone Đan Mạch gắn chặt với đồng Reichsmark Đức.
Sau khi chấm dứt cuộc chiếm đóng của Đức quốc xã năm 1945, thì tỷ giá hối đoái được ấn định là 24 Kroner = 1 bảng Anh, tới tháng 8 cùng năm thì tỷ giá giảm xuống còn  19,34 (4,8 Kroner = 1 Dollar Mỹ). Trong hệ thống Bretton Woods, Đan Mạch phá giá tiền của mình so với đồng bảng Anh và dollar Mỹ vào năm 1949 với tỷ giá 6,91 Kroner = 1 Dollar Mỹ. Tới năm 1967 lại phá giá lần nữa dẫn tới tỷ giá là 7,5 kroner = 1 dollar Mỹ và 18 kroner = 1 bảng Anh.

## Quần đảo Faroe và Greenland
Quần đảo Faroe sử dụng đồng Krone kim loại của Đan Mạch, nhưng sử dụng các tiền giấy khác 
Tiền giấy mới của quần đảo Faroe được phát hành trong thập niên 1950. Mặc dù có sự nhận thức sai thông thường, đồng króna Faroe không phải là loại tiền tệ độc lập, nhưng là bộ tiền giấy riêng của đồng krone Đan Mạch với mẫu thiết kế khác.
Tại Greenland, chính quyền thuộc địa phát hành loại tiền giấy riêng giữa năm 1803 và 1968, cùng với tiền kim loại giữa năm 1926 và 1964 (xem rigsdaler Greenland và krone Greenland). Năm 2006, chính phủ Đan Mạch và chính phủ tự trị Greenland công bố là sẽ cho lưu hành tiền giấy riêng của Greenland. Tiền này – cũng như tiền của Quần đảo Faroe - sẽ có cương vị như loại biến thể của tiền krone bằng giấy. Tuy nhiên, tới nay là năm 2009, các tiền này vẫn chưa được phát hành mà theo kế hoạch, sẽ được phát hành vào năm 2011.
Do vậy, tiền giấy của Đan Mạch vẫn được lưu hành hợp pháp ở cả Greenland và quần đảo Faroe, và Ngân hàng Quốc gia Đan Mạch qui đổi tiền giấy phát hành ở 2 lãnh thổ này lấy tiền krone Đan Mạch với tỷ giá 1:1.

## Quan hệ với đồng Euro
Khi ký hiệp ước Maastricht Đan Mạch đã thương thuyết một số điều khoản bảo lưu, không tham gia chung với các nước khác trong Liên minh châu Âu một số lãnh vực, trong đó có tiền tệ, do đó Đan Mạch vẫn giữ riêng tiền krone của mình, chưa sử dụng đồng  Euro như phần lớn các nước khác trong Liên minh. Một cuộc trưng cầu dân ý về vấn đề gia nhập khối euro được tổ chức năm 2000 đã bị đa số cử tri bác bỏ.
Thông qua Cơ chế Tỷ giá Hối đoái châu Âu (European Exchange Rate Mechanism, viết tắt là ERM II), đồng krone Đan Mạch có tỷ giá hối đoái cố định so với đồng Euro. Trước đó, đồng krone Đan Mạch gắn chặt với đồng Mark Đức để giữ cho đồng krone được ổn định.

## Tiền kim loại
Tiền krone kim loại được Ngân hàng Quốc gia Đan Mạch phát hành. Trong đợt đúc tiền vào thập niên 1870, các tiền kim loại được đúc với các mệnh giá 1, 2, 5, 10, 25 øre và 1, 2, 10, 20 kroner. Các đồng 1, 2, 5 øre được đúc bằng đồng thiếc, các đồng 10, 25 øre, cùng đồng 1 và 2 kroner đúc bằng bạc, còn đồng 10 và 20 kroner bằng vàng. Việc đúc tiền bằng vàng chấm dứt năm 1917, sau đó tiền kim loại bằng bạc cũng ngưng đúc từ năm 1919. Tiền sắt thay tiền bằng đồng thiếc trong năm 1918 và 1919. Năm 1920, đồng 10 và 25 øre được đúc bằng đồng-kền, sau đó, năm 1924, đồng 1 và 2 kroner bằng nhôm-đồng thiếc ½.
Năm 1941, phát hành các đồng 1, 10, 25 øre bằng kẽm; các đồng 2 và 5 øre bằng nhôm, năm 1942 các đồng 2 và 5 øre bằng kẽm. Đồng 50 øre không được đúc vì thiếu kim loại và trong các năm Đức quốc xã chiếm đóng thì đồng 2 krone không được đúc.  Các đồng 10 và 25 øre bằng đồng-kền lại được đúc năm 1946; năm 1947 đúc đồng 2 krone bằng nhôm-đồng thiếc. Năm 1960, đúc đồng 5 krone và ngưng phát hành đồng 2 krone. Các đồng 1 và 2 øre được thu hồi năm 1973
, và đồng 10 krone được phát hành năm 1979. Năm 1989 thu hồi các đồng 5 và 10 øre (không sử dụng nữa). Giữa năm 1989 và 1992, phát hành các đồng 50 øre, 2 krone, 20 krone; và năm 2008  thì đồng 25 øre không còn lưu hành hợp pháp nữa. Từ đây chỉ còn lưu hành các tiền kim loại sau:
| Các tiền kim loại đang lưu hành    | Các tiền kim loại đang lưu hành | Các tiền kim loại đang lưu hành | Các tiền kim loại đang lưu hành | Các tiền kim loại đang lưu hành | Các tiền kim loại đang lưu hành | Các tiền kim loại đang lưu hành                  | Các tiền kim loại đang lưu hành                    |
| Trị giá                            | Thông số kỹ thuật               | Thông số kỹ thuật               | Thông số kỹ thuật               | Thông số kỹ thuật               | Mô tả                           | Mô tả                                            | Mô tả                                              |
| Trị giá                            | Đường kính                      | Độ dày                          | Khối lượng                      | Hợp chất                        | Gờ (cạnh)                       | Mặt phải                                         | Mặt trái                                           |
| ---------------------------------- | ------------------------------- | ------------------------------- | ------------------------------- | ------------------------------- | ------------------------------- | ------------------------------------------------ | -------------------------------------------------- |
| 50 øre                             | 21,5 mm                         | 1,55 mm                         | 4,3 g                           | Thiếc-đồng                      | Nhẵn                            | vương miện của vua Christian V                   | Trái tim (biểu tượng của xưởng đúc tiền Hoàng gia) |
| 1 krone                            | 20,25 mm                        | 1,6 mm                          | 3,6 g                           | kền-đồng                        | khía răng cưa                   | Chữ viết tắt lồng nhau của Nữ hoàng Margrethe II | Thiết kế truyền thống (có lỗ ở giữa)               |
| 2 kroner                           | 24,5 mm                         | 1,8 mm                          | 5,9 g                           | kền-đồng                        | Gờ khía đứt đoạn                | Chữ viết tắt lồng nhau của Nữ hoàng Margrethe II | Thiết kế truyền thống (có lỗ ở giữa)               |
| 5 kroner                           | 28,5 mm                         | 2 mm                            | 9,2 g                           | kền-đồng                        | khía răng cưa                   | Chữ viết tắt lồng nhau của Nữ hoàng Margrethe II | Thiết kế truyền thống (có lỗ ở giữa)               |
| 10 kroner                          | 23,35 mm                        | 2,3 mm                          | 7 g                             | Nhôm đồng thiếc                 | Nhẵn                            | Nữ hoàng Margrethe II                            | Quốc huy                                           |
| 20 kroner                          | 27 mm                           | 2,35 mm                         | 9,3 g                           | Nhôm đồng thiếc                 | Gờ khía đứt đoạn                | Nữ hoàng Margrethe II                            | Quốc huy                                           |
| Bản mẫu:Standard coin table notice |                                 |                                 |                                 |                                 |                                 |                                                  |                                                    |

Việc thu hồi đồng 25 øre có hiệu lực từ ngày 1.10.2008, do giá hàng hóa tăng cao và mãi lực của đồng tiền này quá thấp. Có thể đổi đồng 25 øre này tại Ngân hàng Quốc gia Đan Mạch tới ngày 1.10. 2011.

## Tiền giấy
Năm 1875, Ngân hàng Quốc gia Đan Mạch phát hành các loại tiền giấy mệnh giá 10, 50, 100, 500 kroner; năm 1898 phát hành đồng 5 kroner. Từ năm 1891, một số ngân hàng tư cũng phát hành tiền giấy, trong đó có ngân hàng tín dụng Aalborg, ngân hàng tín dụng Aarhus, ngân hàng Thương gia Đan Mạch, ngân hàng tín dụng Esbjerg, ngân hàng tín dụng Fredrikshavn, ngân hàng tín dụng Hjørring, ngân hàng tín dụng Odense, ngân hàng tín dụng Randers, ngân hàng tín dụng  Thisted, ngân hàng tín dụng Varde và ngân hàng tín dụng Vejle với các tiền mệnh giá 10 øre,  25 øre, 1 krone, 2 kroner, 5 kroner, 10 kroner, 20 kroner, 25 kroner và 50 kroner.
Năm 1914, phát hành tiền giấy 1 krone do nổ ra Thế chiến thứ nhất và được lưu hành tới năm 1921. Năm 1945, Lực lượng Đồng Minh của Thế chiến thứ hai phát hành tiền giấy 25 øre, 1 krone, 5 kroner, 10 kroner, 50 kroner và 100 kroner.
Tiền giấy 5 kroner được thay bằng tiền kim loại năm 1960. Năm 1972, bắt đầu phát hành tiền giấy mệnh giá 1.000 kroner. Năm 1979, tiền giấy 10 kroner được thay bằng tiền kim loại, và phát hành tiền giấy 20 kroner, mặc dù đã có tiền kim loại cùng mệnh giá, rồi sau đó được thay thế bằng tiền kim loại.
Năm 1997, một loạt tiền mới từ 50 tới 1.000 kroner được phát hành. Từ năm 2002-2005, các dấu an toàn phụ được in thêm vào tiền giấy.
| Loạt tiền năm 1997           | Loạt tiền năm 1997 | Loạt tiền năm 1997 | Loạt tiền năm 1997 | Loạt tiền năm 1997 | Loạt tiền năm 1997                                  | Loạt tiền năm 1997                             | Loạt tiền năm 1997         | Loạt tiền năm 1997 | Loạt tiền năm 1997    |
| Hình                         | Hình               | Trị giá            | Kích thước         | Màu chính          | Mô tả                                               | Mô tả                                          | Mô tả                      | Ngày tháng năm     | Ngày tháng năm        |
| Mặt phải                     | Mặt trái           | Trị giá            | Kích thước         | Màu chính          | Mặt phải                                            | Mặt trái                                       | Hình mờ (phải soi)         | in lần đầu         | phát hành             |
| ---------------------------- | ------------------ | ------------------ | ------------------ | ------------------ | --------------------------------------------------- | ---------------------------------------------- | -------------------------- | ------------------ | --------------------- |
| [ 9 ] [ 10 ]                 | [ 11 ] [ 12 ]      | 50 kroner          | 125 × 72 mm        | Tím                | Karen Blixen                                        | Quái vật đầu người mình ngựa từ Nhà thờ Landet | As portrait                | 1999 2005          | 7.5.1999 25.8.2005    |
| [ 13 ] [ 14 ]                | [ 15 ] [ 16 ]      | 100 kroner         | 135 × 72 mm        | vàng cam           | Carl Nielsen                                        | Rắn thần từ Nhà thờ Tømmerby                   | As portrait                | 1999 2002          | 22.11.1999 27.11.2002 |
| [ 17 ] [ 18 ]                | [ 19 ] [ 20 ]      | 200 kroner         | 145 × 72 mm        | xanh lá cây        | Hình Johanne Luise Heiberg                          | sư tử từ nhà thờ chính tòa Viborg              | As portrait                | 1997 2003          | 10.3.1997 9.4.2003    |
| N/A                          | N/A                | 500 kroner         | 155 × 72 mm        | xanh dương         | Niels Bohr                                          | Hiệp sĩ đấu với con rồng từ Nhà thờ Lihme      | As portrait                | 1997 2003          | 12.9.1997 24.9.2003   |
| N/A                          | N/A                | 1.000 kroner       | 165 × 72 mm        | đỏ                 | Hình họa sĩ Anna Ancher, Hình họa sĩ Michael Ancher | Cuộc đấu giữa 2 hiệp sĩ từ nhà thờ Bislev      | Hình nữ họa sĩ Anna Ancher | 1998 2004          | 18.9.1998 25.11.2004  |
| các mấu đồng tiền krona giấy |                    |                    |                    |                    |                                                     |                                                |                            |                    |                       |

### Loạt tiền giấy in hình các cầu
Các mẫu thiết kế tiền giấy của Đan Mạch hiện hành sẽ được thay thế bằng các mẫu mới từ năm 2009 tới 2012 . Các chủ đề mới trên tiền giấy là các cầu của Đan Mạch. Quá trình thiết kế các mẫu mới được bắt đầu từ năm 2006 bởi Ngân hàng Quốc gia Đan Mạch.
| 50 kroner                    | Cầu Sallingsund           | Chậu Skarpsalling              | 11.8.2009     |
| 100 kroner                   | Cầu Lillebælt cũ          | Dao găm Hindsgavl              | Tháng 5/2010  |
| 200 kroner                   | Cầu Knippelsbro           | Tấm đai bằng đồng từ Langstrup | Tháng 10/2010 |
| 500 kroner                   | Cầu hoàng hậu Alexandrine | Chậu bằng đồng thiếc từ Keldby | Tháng 2/2011  |
| 1000 kroner                  | Cầu Storebælt             | Xe ngựa chở thần Mặt trời      | Tháng 5/2011  |
| các mấu đồng tiền krona giấy |                           |                                |               |

Bản mẫu:Exchange Rate